# Cuerpo General de Policía
El Cuerpo General de Policía (CGP) fue una institución armada española que existió durante el Régimen franquista, encargada de la investigación de los crímenes, homicidios y labores de represión política. Su labor no debe confundirse con las funciones de la Policía Armada, la cual se encargaba del mantenimiento del orden público.

## Historia
Al finalizar la Guerra Civil Española en 1939, se reconstruyen los antiguos cuerpos policiales que habían quedado afectados por la contienda: el Cuerpo de Vigilancia e Investigación y el Cuerpo de Seguridad y Asalto. El 8 de marzo de 1941 se reorganizaron las fuerzas policiales y oficialmente es creado el Cuerpo General de Policía. La formación de los cuadros se hizo entre los antiguos miembros de la policía que hubieran superado la depuración, y también a través de una nueva selección de candidatos que se hizo al final de la guerra. El perfil de los candidatos aceptados para ingresar iba desde los veteranos de guerra, militantes del "movimiento" o antiguos guardias de Asalto.
También se creó una sección dedicada a ejercer las labores de policía secreta, la denominada Brigada de Investigación Social (popularmente conocida como Político-Social). El ministro de la gobernación Blas Pérez González fue el principal organizador de la Brigada Político-social en sus orígenes. El comisario Roberto Conesa se convirtió en el jefe de la Brigada social, siendo conocido entre los opositores por sus brutales métodos de interrogatorio y tortura. También destacó el policía Antonio González Pacheco alias Billy el niño, que llegó a convertirse en la mano derecha de Conesa.
En 1968 su plantilla de personal estaba compuesta por 8.200 miembros, entre inspectores, policías y funcionarios del cuerpo. En 1974 fue creada una "agrupación femenina" compuesta por 70 efectivos procedentes de los cuerpos administrativos y auxiliares, y que se encargarían de distintas funciones, como información, vigilancia de personas o los registros y cacheos de mujeres.
Durante su existencia destacó la investigación de algunos crímenes que tuvieron gran eco social, como fue el caso de los asesinatos cometidos por José María Jarabo, o los crímenes de la envenenadora de Valencia, Pilar Prades Santamaría. También destacó el caso del anarquista Puig Antich, al que se achacaba el asesinato de un Inspector de policía y que acabó siendo ejecutado en el garrote vil.
En plena "Transición", el 4 de diciembre de 1978 el CGP fue reorganizado y sucedido por el nuevo Cuerpo Superior de Policía mediante la Ley 1978/55. En 1986 este desapareció y se integró en el actual Cuerpo Nacional de Policía (CNP).

## Estructura orgánica y funciones
Orgánicamente dependía del Ministerio de la Gobernación, aunque directamente lo hiciera a través de la Dirección General de Seguridad. Oficialmente, el CGP estaba encargado de las funciones de investigación de los crímenes, delitos comunes y la represión política. Dentro de su organigrama interno disponía de dos secciones propias:
- Brigada de Investigación Social, la policía secreta encargada de la represión contra los movimientos de la oposición.
- Brigada de Investigación Criminal, la sección encargada de investigar los crímenes y delitos comunes.

En lo referente a las cuestiones de orden público, intervenciones y cargas policiales, éstas quedaron bajo jurisdicción exclusiva de la Policía Armada.

## Divisas
Dada la naturaleza del CGP sus servicios los prestaba de paisano, para representación no obstante, podían usar uniforme con las divisas de su categoría. En las palas además de los galones llevaban el escudo del cuerpo, a lo largo de su historia hubo cuatro diferentes, que a su vez cambiaban en algunas cosas (el de 1954 llevaba grabada la categoría del funcionario) según la escala a la que perteneciese el portador, la de mando dorado y para las demás plateado.
| España              |                   |                 |                 |                                 |  |  |  |  |  |
| Comisario Principal | Comisario General | Comisario de 1ª | Comisario de 2ª | Comisario de 3ª/ Inspector Jefe |  |  |  |  |  |
|                     |                   |                 |                 |                                 |  |  |  |  |  |

| España          |                 |                 |                            |                            |                            |  |  |  |  |
| Inspector de 1ª | Inspector de 2ª | Inspector de 3ª | Subinspector/ Agente de 1ª | Subinspector/ Agente de 2ª | Subinspector/ Agente de 3ª |  |  |  |  |
|                 |                 |                 |                            |                            |                            |  |  |  |  |

| España                     |                            |                            |  |  |  |  |  |  |  |
| Subinspector/ Agente de 1ª | Subinspector/ Agente de 2ª | Subinspector/ Agente de 3ª |  |  |  |  |  |  |  |
|                            |                            |                            |  |  |  |  |  |  |  |

## Escudos y emblemas

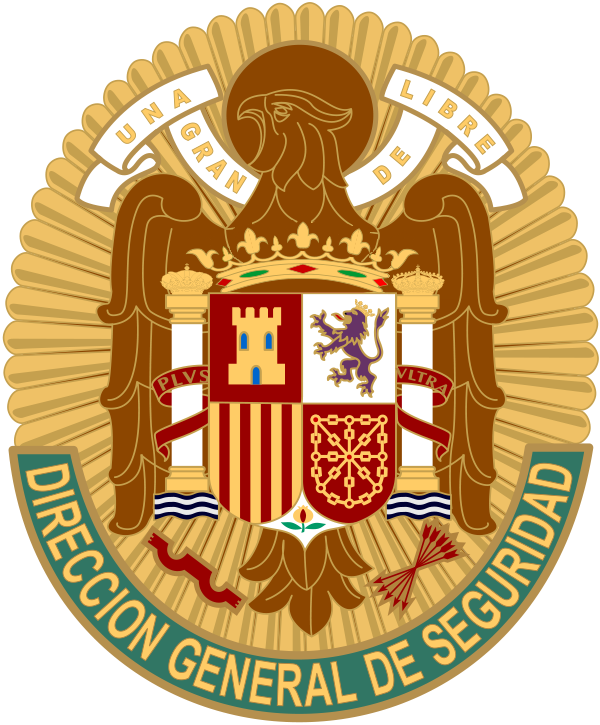
Emblema del Cuerpo General de Policía 1942.
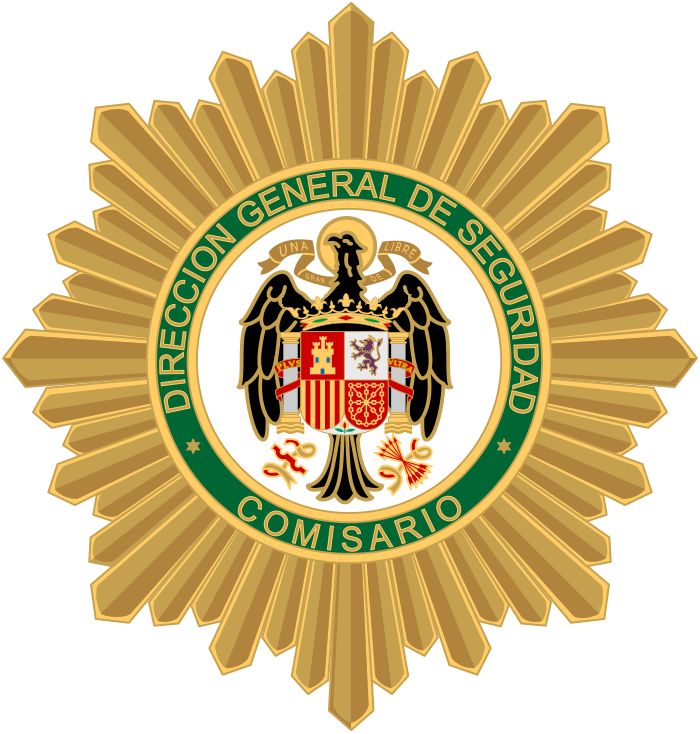
Emblema del Cuerpo General de Policía 1954.
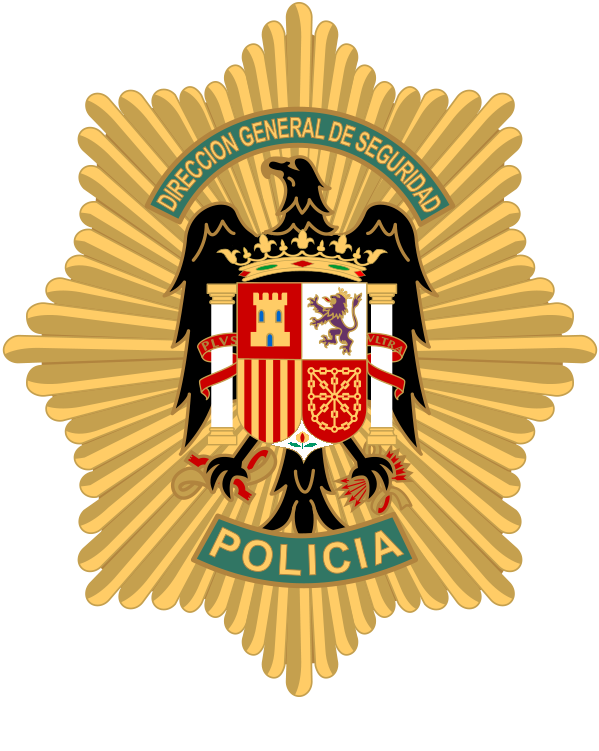
Emblema del Cuerpo General de Policía 1962.
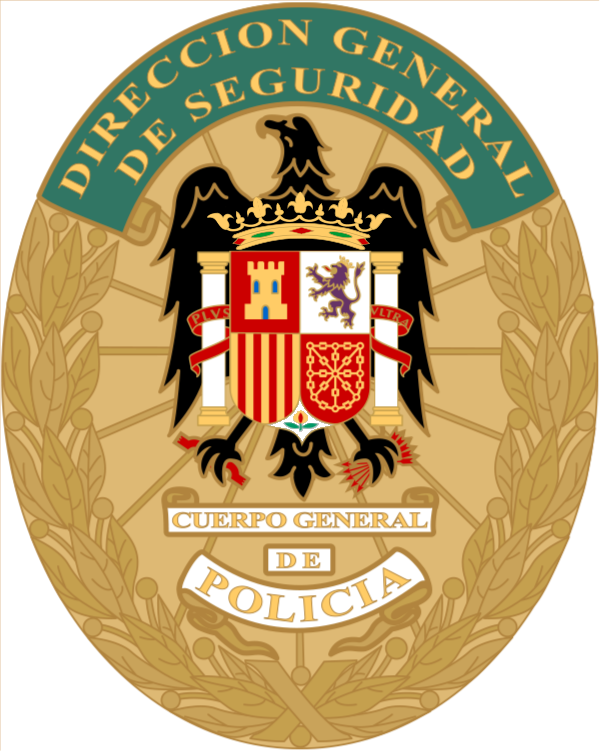
Emblema del Cuerpo General de Policía 1972.